# Объячево
Объя́чево — село в Республике Коми, административный центр Прилузского района и сельского поселения Объячево.
Население — 5617 чел. (2021)

## История
Впервые упоминается в 1478 году.
Первое упоминание и описание Объячево содержится в дозорной книге 1620 года. Село составляли Объяческий погост, к которому относились 43 деревни. Всего в селениях насчитывалось 64 жилых крестьянских двора. При погосте имелся укреплённый городок. С одной стороны городка была река Луза, с двух — овраги и болота, с четвёртой — ров. От оврагов к Лузе вёл потайной ход. В городке находилась деревянная церковь Николая Чудотворца и амбар с вооружением. Этот городок был построен в конце XV века и предназначался для укрытия от вражеских нападений.
В 1808 году была построена каменная церковь. В 1822 году в селе Объячево появилась первая в Прилузье школа (в 1841 в ней было 12 учеников). В 1873 году — земское училище. В 1898 году открылся врачебный пункт. В 1900 году в Объячево была открыта первая больница. Сегодня медпомощь населению оказывают Прилузская центральная районная больница и Летская райбольница, 5 амбулаторий, 4 отделения скорой медпомощи, 37 фельдшерско-акушерских пунктов. В состав Прилузской ЦРБ входят стационар на 100 коек и поликлиника на 300 посещений. Больница оказывает бесплатную медпомощь по программе государственных гарантий в системе обязательного медицинского страхования, а также платные медицинские услуги и услуги по договорам: невролог, отоларинголог, дерматовенеролог, хирургия.
В районе 36 библиотек, детская музыкальная школа и два ее филиала, районный историко-краеведческий музей имени основателя музея И. А. Яборова (Объячево, ул. Мира, д. 78), районный центр культуры и досуга.
В 1929 году Объячево стало центром Прилузского района. С 1931 года в Объячево выходит районная газета. В этом же году были созданы маслосырозавод, возникли сельскохозяйственные артели. В 1934 году семилетняя школа в Объячево была преобразована в среднюю.

## Физико-географическая характеристика
Село расположено на юго-западе Республики Коми, в пределах возвышенности Северные Увалы, относящейся к Восточно-Европейской равнине, на правом берегу реки Луза (бассейн Северной Двины), чуть выше устья реки Ожин. Высота центра — 150 метров над уровнем моря. Село граничит с деревнями Тупеговская, Ожындор, Остаповская и Лукинчи. В окрестностях села распространены смешанные леса. Преобладающие породы — сосна и берёза. Почвы — пойменные кислые и подзолы иллювиально-железистые (иллювиально-малогумусные).
По автомобильным дорогам расстояние до столицы Республики Коми города Сыктывкар составляет 190 км. Ближайшая железнодорожная станция расположена в 130 км к югу от Объячева, в городе Мураши Кировской области. Близ села проходит федеральная автодорога Р176 «Вятка».
Климат
- Среднегодовая температура воздуха — 2,1 °C
- Относительная влажность воздуха — 76,1 %
- Средняя скорость ветра — 2,8 м/с

Из-за юго-западного нахождения это самая тёплая метеостанция Коми, климат в ней заметно мягче даже Сыктывкара а абсолютный июльский максимум +37.9° равен в Ижме и наравне с ней самый высокий по Коми, декабрьские и январские минимальные средние температуры примерно равны и на градус ниже февральских. Также по минимальной средней апрельской температуре +0.5° это самая тёплая станция Коми, на втором месте Пустошь с +0.1° в апреле
| Среднесуточная температура воздуха в Объячеве по данным NASA | Среднесуточная температура воздуха в Объячеве по данным NASA | Среднесуточная температура воздуха в Объячеве по данным NASA | Среднесуточная температура воздуха в Объячеве по данным NASA | Среднесуточная температура воздуха в Объячеве по данным NASA | Среднесуточная температура воздуха в Объячеве по данным NASA | Среднесуточная температура воздуха в Объячеве по данным NASA | Среднесуточная температура воздуха в Объячеве по данным NASA | Среднесуточная температура воздуха в Объячеве по данным NASA | Среднесуточная температура воздуха в Объячеве по данным NASA | Среднесуточная температура воздуха в Объячеве по данным NASA | Среднесуточная температура воздуха в Объячеве по данным NASA | Среднесуточная температура воздуха в Объячеве по данным NASA |
| Янв                                                          | Фев                                                          | Мар                                                          | Апр                                                          | Май                                                          | Июн                                                          | Июл                                                          | Авг                                                          | Сен                                                          | Окт                                                          | Ноя                                                          | Дек                                                          | Год                                                          |
| −21,2 °C                                                     | −20 °C                                                       | −11,3 °C                                                     | 0,5 °C                                                       | 9,9 °C                                                       | 14,7 °C                                                      | 17,8 °C                                                      | 15,1 °C                                                      | 8,3 °C                                                       | −0,8 °C                                                      | −14 °C                                                       | −21,2 °C                                                     | 2,1 °C                                                       |
| ------------------------------------------------------------ | ------------------------------------------------------------ | ------------------------------------------------------------ | ------------------------------------------------------------ | ------------------------------------------------------------ | ------------------------------------------------------------ | ------------------------------------------------------------ | ------------------------------------------------------------ | ------------------------------------------------------------ | ------------------------------------------------------------ | ------------------------------------------------------------ | ------------------------------------------------------------ | ------------------------------------------------------------ |

| Показатель | Янв.  | Фев.  | Март  | Апр.  | Май   | Июнь | Июль | Авг. | Сен. | Окт.  | Нояб. | Дек.  | Год   |
| --- | ----- | ----- | ----- | ----- | ----- | ---- | ---- | ---- | ---- | ----- | ----- | ----- | ----- |
| Абсолютный максимум, °C                                                                                         | 3,5   | 4,1   | 12,9  | 26,4  | 31,6  | 34,9 | 37,9 | 32,4 | 28,4 | 22,1  | 10,4  | 5,0   | 37,9  |
| Средний суточный максимум, °C                                                                                   | −11,7 | −9,3  | −1,5  | 7,0   | 14,9  | 20,4 | 22,8 | 19,5 | 12,4 | 3,6   | −3,4  | −8,4  | 5,5   |
| Средняя температура, °C                                                                                         | −14,3 | −12,5 | −5,9  | 2,0   | 8,8   | 14,7 | 17,0 | 14,1 | 8,2  | 1,1   | −6,2  | −11,5 | 1,3   |
| Средний суточный минимум, °C                                                                                    | −19   | −16,6 | −9,8  | −2,1  | 4,3   | 9,6  | 12,6 | 9,9  | 5,0  | −1,2  | −8,4  | −11,6 | −2,3  |
| Абсолютный минимум, °C                                                                                          | −46   | −44,4 | −35,4 | −25,4 | −11,9 | −5,5 | 0,3  | −2,2 | −6,3 | −23,7 | −38,4 | −47,3 | −47,3 |
| Норма осадков, мм                                                                                               | 38    | 27    | 27    | 36    | 49    | 65   | 81   | 67   | 63   | 64    | 53    | 44    | 615   |
| Источник: Коми ЦГМС - абсолютные максимумы и минимумы, средняя температура Осадки, средние минимумы и максимумы |       |       |       |       |       |      |      |      |      |       |       |       |       |

Часовой пояс
Объячево, как и вся Республика Коми, находится в часовой зоне МСК (московское время). Смещение применяемого времени относительно UTC составляет +3:00. Местное время довольно значительно отклоняется от географического астрономического времени: истинный полдень — 11:25:23

## Население
| 1939  | 1959  | 1970  | 1979  | 1989  | 2002  | 2010  |
| ----- | ----- | ----- | ----- | ----- | ----- | ----- |
| 1664  | ↗3343 | ↘2894 | ↗3458 | ↗5273 | ↗5835 | ↘5699 |
| 2021  |       |       |       |       |       |       |
| ↘5617 |       |       |       |       |       |       |

## Экономика
Основные отрасли промышленности — лесозаготовительная и пищевая. Автобусным сообщением село связано с Сыктывкаром, Кировом и другими городами.